# August Frank
August Frank, född 5 april 1898 i Augsburg, död 21 mars 1984 i Karlsruhe, var en tysk SS-Obergruppenführer. 

## Biografi
Frank blev 1940 chef för SS-Verwaltungsamt, SS:s förvaltningsbyrå. År 1942 utnämndes han till chef för avdelning A inom det nyinrättade SS-Wirtschafts- und Verwaltungshauptamt (SS-WVHA), SS:s huvudorgan för ekonomi och förvaltning. SS-WVHA förvaltade bland annat de nazistiska koncentrationslägren och hade till uppgift att tillvarata de mördade internernas pengar, kläder, värdesaker och tandguld. Frank var därjämte Oswald Pohls ställföreträdare.
Den 26 september 1942 avfattade Frank ett särskilt memorandum till stabspersonalen i Auschwitz och lägren inom Operation Reinhard med detaljerade instruktioner för tillvaratagandet av internernas ägodelar.
År 1943 utsågs Frank till förvaltningschef för Ordnungspolizei, den uniformerade polisen, och året därpå till chef för Heeres-Verwaltungsamt, den tyska arméns förvaltningsbyrå.
Efter andra världskriget ställdes Frank inför rätta vid SS-WVHA-rättegången. Den 3 november 1947 dömdes han till livstids fängelse för krigsförbrytelser, brott mot mänskligheten samt medlemskap i en brottslig organisation, SS. Straffet omvandlades år 1951 till 15 års fängelse, men han släpptes redan i maj 1954.